# Schijnpoort
De Schijnpoort was een in 1859 onder Brialmont gebouwde en in 1970 gesloopte poort in de Stelling van Antwerpen die het noorden van Antwerpen via een weg over de Schijn met het noorden van Deurne en Merksem verbond. De poort kende geen poortgebouw met overwelfde doorgang en lag op de scheiding van de fronten 4 en 5. Een naburig goederenstation Antwerpen-Schijnpoort en een premetrostation Schijnpoort zijn naar deze voormalige stadspoort genoemd. Ook het huidig kruispunt van de Schijnpoortweg met de Slachthuislaan en de Noordersingel, beide laatsten onderdeel van de Singel R10, wordt naar deze poort genoemd.
Van noord naar zuid met de klok mee: Oosterweelsepoort · Ekersepoort · Bredapoort · Schijnpoort · Turnhoutsepoort · Herentalsepoort · Leopoldpoort · Louisapoort · Borsbeeksepoort · Spoorbaanpoort · Berchemsepoort · Mechelsepoort · Edegemsepoort · Wilrijksepoort · Sint-Laureinspoort · Kielsepoort · Boomsepoort · Spoorwegpoort · Sint-Bernardsepoort · Sint-Michielspoort · Hobokensepoort